# Países Baixos nos Jogos Olímpicos de Inverno de 2002
Os Países Baixos participaram dos Jogos Olímpicos de Inverno de 2002 em Salt Lake City, nos Estados Unidos. O país estreou nos Jogos em 1928 e em Salt Lake City fez sua 17ª apresentação.

## Medalhas
| Atleta            | Esporte                 | Evento           | Medalha |
| ----------------- | ----------------------- | ---------------- | ------- |
| Jochem Uytdehaage | Patinação de velocidade | 10000m masculino | Ouro    |
| Gerard van Velde  | Patinação de velocidade | 1000m masculino  | Ouro    |
| Jochem Uytdehaage | Patinação de velocidade | 5000m masculino  | Ouro    |
| Gianni Romme      | Patinação de velocidade | 10000m masculino | Prata   |
| Jan Bos           | Patinação de velocidade | 1000m masculino  | Prata   |
| Jochem Uytdehaage | Patinação de velocidade | 1500m masculino  | Prata   |
| Renate Groenewold | Patinação de velocidade | 3000m feminino   | Prata   |
| Gretha Smit       | Patinação de velocidade | 5000m feminino   | Prata   |